# 17 d'agost
El 17 d'agost és el dos-cents vint-i-novè dia de l'any del calendari gregorià i el dos-cents trentè en els anys de traspàs. Queden 136 dies per finalitzar l'any.

## Esdeveniments
Països Catalans
- 1358, València: una gran riuada del Túria assota l'Horta i hi causa més de 400 víctimes.
- 1391, Perpinyàː Assalt al call de Perpinyà.[1]
- 1694, Valls (l'Alt Camp): Hi esdevé l'Avalot dels Pobres,[2] per reclamar la participació d'eclesiàstics i nobles, que gaudien d'exempció, en el pagament de les càrregues militars.
- 2017, Barcelona i Cambrils: Atemptat a la Rambla de Barcelona i a Cambrils

Resta del món
- 1668, Anatòlia, Turquia: Un terratrèmol de magnitud 8 en l'escala de magnitud de moment deixa 8.000 morts.
- 1863, Charleston, Carolina del Sud: Comença la Segona batalla de Fort Sumter entre les tropes dels Estats Units d'Amèrica i les dels Estats Confederats d'Amèrica.
- 1876, Bayreuth: primera representació de Götterdämmerung, la tercera jornada de la Tetralogia Der Ring des Nibelunguen de Richard Wagner al Festspielhaus.
- 1930, Sant Sebastià: els representats republicans de tot l'estat espanyol, acorden al Pacte de Sant Sebastià, la instauració de la República i liquidar la monarquia borbònica.
- 1936, Poio, Galícia): És afusellat el nacionalista gallec Alexandre Bóveda Iglesias.
- 1945, Indonèsia assoleix la independència dels Països Baixos.[3]
- 1960, Gabon assoleix la independència de França.
- 1999, İzmit, Turquia): Un terratrèmol de magnitud 7,4 en l'escala de magnitud de moment deixa 17.000 morts.

## Naixements
Països Catalans
- 1912 - Sallagosa, Alta Cerdanya: Georgette Clerc, militant comunista i resistent nord-catalana (m. 1986).[4]
- 1934 - Tortosa: Ricard Salvat i Ferré, escriptor i director teatral català (m. 2009).[5]
- 1944 - Barcelona: Margarita Rivière, periodista independent i assagista catalana, autora d'una trentena de llibres (m. 2015).[6]
- 1947 - Barcelona: Pedro Ruiz, artista, escriptor i presentador de televisió català.
- 1958 - Sallent: Mirella Cortès i Gès, política catalana, senadora, que ha estat alcaldessa.[7]
- 1960 - Barcelona: Miquel Iceta i Llorens, polític català, primer secretari electe del Partit dels Socialistes de Catalunya (PSC-PSOE).
- 1978 - l'Hospitalet de Llobregat: Enrique de Lucas Martínez, futbolista català.
- 1980 - Tortosa: Irene Fornós i Curto, activista social i política catalana, diputada al Parlament de Catalunya des de 2018.[8]
- 1983 - Barcelona: Isaura Sanjuan Morigosa, jugadora d'escacs catalana, campiona de Catalunya de 2005.[9]
- 1990 - Malla: Irene Solà Sàez, poeta, narradora i artista catalana.

Resta del món
- 1686, Nàpols, Regne de Nàpols: Nicola Porpora, compositor italià.
- 1754, París: Louis Fréron, polític i periodista francès, representant a l'Assemblea Nacional durant la Revolució Francesa.
- 1786, Coburg (ciutat d'Alemanya): Victòria de Saxònia-Coburg Saalfeld duquessa de Saxònia.
- 1798, Middlesex, Anglaterra: Thomas Hodgkin, metge anglès.
- 1801, Turku, Finlàndia: Fredrika Bremer, escriptora i activista sueca[10]
- 1828, París, França: Maria Deraismes, autora i pionera francesa dels Drets de la Dona[11]
- 1834, Harelbeke, Bèlgica: Peter Benoit, compositor flamenc[12]
- 1846, Steinseltz, Alsàcia: Marie Jaëll, compositora, pianista i pedagoga germanofrancesa (m.1925).[13]
- 1864, Istanbul, Imperi Otomà: Hüseyin Rahmi Gürpınar, novel·lista i dramaturg turc.
- 1887, St. Ann's Bay, Jamaica: Marcus Garvey, editor, periodista, i empresari jamaicànacionalista panafricanista[14]
- 1893, Brooklyn, Nova York Estats Units: Mae West, actriu estatunidenca (m. 1980).
- 1896, Udine: Tina Modotti, fotògrafa i revolucionària italiana[15]
- 1906, Lisboa, Portugal: Marcelo Caetano, polític portuguès[16]
- 1920, Comtat de Dublín, Irlanda: Maureen O'Hara, actriu de cinema irlandesa.[17]
- 1926, Pamplona: María Luisa Elío, escriptora i actriu navarresa exiliada (m. 2009).[18]
- 1930, Pleyber-Christ, França: Jean Bourlès ciclista francès.
- 1931 - Dominick Elwes, pintor de retrats anglès.
- 1932
  - Chaguanas, Trinitat i Tobago: Vidiadhar S. Naipaul, escriptor britànic guanyador del Premi Nobel de Literatura l'any 2001[19]
  - Peçac: Sempé, dibuixant de còmic francès (m. 2022).
- 1933, Toledo, Ohio: Eugene "Gene" Francis Kranz, director de vol de la NASA durant el projecte Gemini i el programa Apollo.
- 1936, Paoli, Indiana, Estats Units: Margaret Hamilton, científica computacional i matemàtica, va desenvolupar el programari de navegació "on board" per al programa espacial Apollo.[20]
- 1941, Minna, Nigèria: Ibrahim Babangida, polític nigerià, el vuitè president de la República entre els anys 1985 i 1993.[16]
- 1943
  - Nova York (EUA): Robert De Niro, actor estatunidenc.[21]
  - Villanueva de la Reina, Jaén, Espanya: Juan María Medina Ayllón, escultor espanyol.
- 1946, Tolosa de Llenguadoc, França: Gérard Blaize, professor d'Aikido, Jodo, i Bojutsu francès.
- 1947, Marràqueix o Smara: Mohamed Abdelaziz, secretari general del Front Polisario i president a l'exili de la República Àrab Sahrauí Democràtica (RASD)
- 1952, Rio de Janeiro, Brasil: Nelson Piquet, pilot de Fórmula 1 brasiler.
- 1953, Nițchidorf, Romania): Herta Müller, escriptora alemanya d'origen romanès, Premi Nobel de Literatura de l'any 2009.[22]
- 1954, Houthalen-Helchteren: Ingrid Daubechies, matemàtica i física belga.[23]
- 1956 - Fontenla, Ponteareas, província de Pontevedra: Álvaro Pino Couñago va ser un ciclista espanyol, professional entre els anys 1981 i 1991.
- 1960, Santa Monica, Califòrnia, EUA: Sean Penn actor, guionista i director de cinema estatunidenc.
- 1966, Gainesville, Florida, Estats Units d'Amèrica: Rodney Mullen, skateboarder o monopatinador estatunidenc.
- 1970, Sanfor, Florida, Estats Units d'Amèrica: Jim Courier, tennista professional.
- 1977 - 
  - Les Ulis, França: Thierry Henry, futbolista francès.
  - Kitee, Finlàndia: Tarja Turunen, soprano finlandesa famosa per formar part del grup de symphonic metal Nightwish.[24]
- 1980 -
  - Ourense: Cristina Pato, virtuosa gaitera i pianista gallega.[25]
  - Jerez de la Frontera, Cadis: Daniel González Güiza, futbolista espanyol.
- 1986, Maryland, Estats Units d'Amèrica: Rudy Gay, jugador de bàsquet estatunidenc.

## Necrològiques
Països Catalans
- 906 - Girona, Gironès): Servus Dei, religiós català, Bisbe de Girona.
- 1909 - Barcelona, Barcelonès): Josep Miquel i Baró, polític i revolucionari català.
- 1936 - Sabadell: Josep Germà i Homet, industrial licorer, mecenes de la cultura i l'esport i alcalde de Sabadell.
- 1956 - Barcelona: Paulí Castells i Vidal, enginyer industrial i matemàtic català.
- 1958 - Tulacingo, Hidalgo, Mèxic: Miquel Bertran i Oleart, darrer alcalde republicà de Sabadell.
- 1959 - Vaucresson, Illa de França: Mey Rahola de Falgàs, fotògrafa catalana (n. 1897).[26]
- 2006: 
  - Barcelona, Barcelonès): Agustí de Semir, advocat i polític català (n. 1918).
  - Palafrugell: Dolors Ponsatí i Jovés, llevadora i practicant catalana (n. 1928).[27]
- 2023 - Madrid: Guillem Timoner Obrador, ciclista mallorquí (n. 1926).

Resta del món
- 1720, París: Anne Dacier, filòloga, escriptora i traductora francesa (n. 1645).[29]
- 1777, Viena: Giuseppe Scarlatti, compositor italià.[30]
- 1838, Nova York, EUA): Lorenzo Da Ponte, llibretista (n. 1749).
- 1850, Boulogne-sur-Mer, França): José de San Martín, militar argentí.
- 1935, Pasadena: Charlotte Perkins Gilman, escriptora, sociòloga i activista política estatunidenca (n. 1860).[31]
- 1942, Auschwitz, Polònia): Irène Némirovsky, escriptora francesa (n. 1903).[32]
- 1944, Buset de Tarn, Alta Garona, França): Francisco Ponzán Vidal, mestre militant de la CNT espanyol (n. 1911).
- 1955, Gif-sur-Yvette, França): Fernand Léger, pintor cubista francès.
- 1969, Berkeley, EUA): Otto Stern, físic estatunidenc d'origen alemany, Premi Nobel de Física l'any 1943 (n. 1888).[33]
  - Chicago, EUA): Ludwig Mies van der Rohe, arquitecte i dissenyador industrial alemany (n. 1886).[34]
- 1973, París, França): Jean Barraqué, compositor musical francès (n. 1928).[30]
- 1977, les Sables d'Olonne, França): Eloi Tassin, ciclista francès.
- 1981, Dakar: Mariama Bâ, novel·lista, professora i feminista senegalesa (n. 1929).[35]
- 1987, Berlín, Alemanya): Rudolf Hess, polític alemany, militant del Partit Nazi.[16]
- 2001, Fort Lauderdale, Florida: Flip Phillips, saxofonista tenor i clarinetista de jazz estatunidenc (n. 1915).
- 2001, Monacia-d'Aullène, Còrsega): François Santoni, polític cors, militant d'A Cuncolta Naziunalista.
- 2017, París, França): Fadwa Suleiman fou una actriu siriana d'ascendència alauita.[36]

## Festes i commemoracions
Santoral
Església Catòlica
- Sants al Martirologi romà (2011): Miró de Cízic, màrtir (s. III); Mamet de Cesarea, màrtir (275); Eusebi de Sicília, màrtir (310); Hieró de Noordwijk, màrtir (856); Elies el Jove, monjo (903); Clara de Montefalco, agustina (1308); Beatriu de Silva, fundadora de l'Orde de la Immaculada Concepció (1491); Jaume Kyuhei Gorobioye Tomonaga, Miquel Kurobioye, màrtirs (1633); Jeanne Delanoue, fundadora (1736).
  - Beats: Nicolò Politi, eremita (1107); Albert de Chiatina, prevere (1202); Bartolomé Laurel, màrtir (1619); Natal Hilaire Le Conte, màrtir (1794); Enric Canadell i Quintana, màrtir (1936).
- Sants: Anastasi de Terni, bisbe; Carloman (fill de Carles Martell), majordom franc i monjo (754); Amor d'Amorbach, abat (777); Beneta i Cecília de Susteren, abadesses, i Relinda, reclosa (s. X); Donat de Ripacandida, monjo (1198).
- Beats: Jutta d'Arnstein, eremita (s. XII).
- Venerables: Franz Sales Handwercher, prevere (1853).
- Servents de Déu: Pere Marcer i Cuscó, claretià (1927).
- Venerats a l'Orde Cistercenc: Hug de Tennenbach, abat (1270).

Església Copta
- 11 Mesori: Moisès d'Ossim, bisbe.

Església Ortodoxa (segons el calendari julià)
- Se celebren els corresponents al 30 d'agost del calendari gregorià.

Església Ortodoxa (segons el calendari gregorià)
Corresponen als sants del 4 d'agost del calendari julià.
- Sants: Eudòxia la Samaritana, monja màrtir (107); Crist de Prebesis, màrtir; Eleuteri de Bizanci, màrtir; Eudòxia de Pèrsia, màrtir (362/364); Set Dorments d'Efes: Maximilià, Jàmblic, Martinià, Joan, Dionís, Exacustodià i Antoni, màrtirs; Eusigni d'Antioquia, general màrtir; Cosme d'Etòlia, màrtir (1779); Nikolai Prozgrov, prevere màrtir (1930); Mihail, Simion i Dmtri, màrtirs (1937).

Església Ortodoxa Grega
- Sants: Ia de Pèrsia i 9.000 companys màrtirs; Tatuïl, màrtir.

Esglésies luteranes
- Johann Gerhard, teòleg (1637).